# Gai Livi Salinàtor (pretor 202 aC)
Gai Livi Salinàtor (llatí: Gaius Livius Salinator) va ser un magistrat romà del segle iii aC. Formava part de la gens Lívia, una gens romana d'origen plebeu.
Va ser elegit Pontífex l'any 211 aC al lloc de Marc Pomponi Mató que havia mort en el càrrec. L'any 203 aC era edil curul, i pretor el 202 aC, any en què va rebre el Brútium com a província. L'any 193 aC va lluitar a les ordres del cònsol Luci Corneli Mèrula contra el poble dels bois gals i a finals d'any va ser candidat al consolat però no en va sortir elegit. Va morir l'any 170 aC.